# 1,3-丙二胺
1,3-丙二胺（或称为1,3-二氨基丙烷，三亚甲基二胺）是一种有机化合物，结构简式H2N(CH2)3NH2，常温常压下为无色液体，有鱼腥味，溶于水和许多极性有机溶剂。与其同分异构体1,2-丙二胺都是许多杂环化合物有机合成的原料